# هاگرمن (نیویورک)
هاگرمن (به انگلیسی: Hagerman) یک منطقهٔ مسکونی در ایالات متحده آمریکا است که در شهرستان سافک، نیویورک واقع شده‌است. هاگرمن ۱٬۴۵۰ نفر جمعیت دارد.